# Kubas kommuner

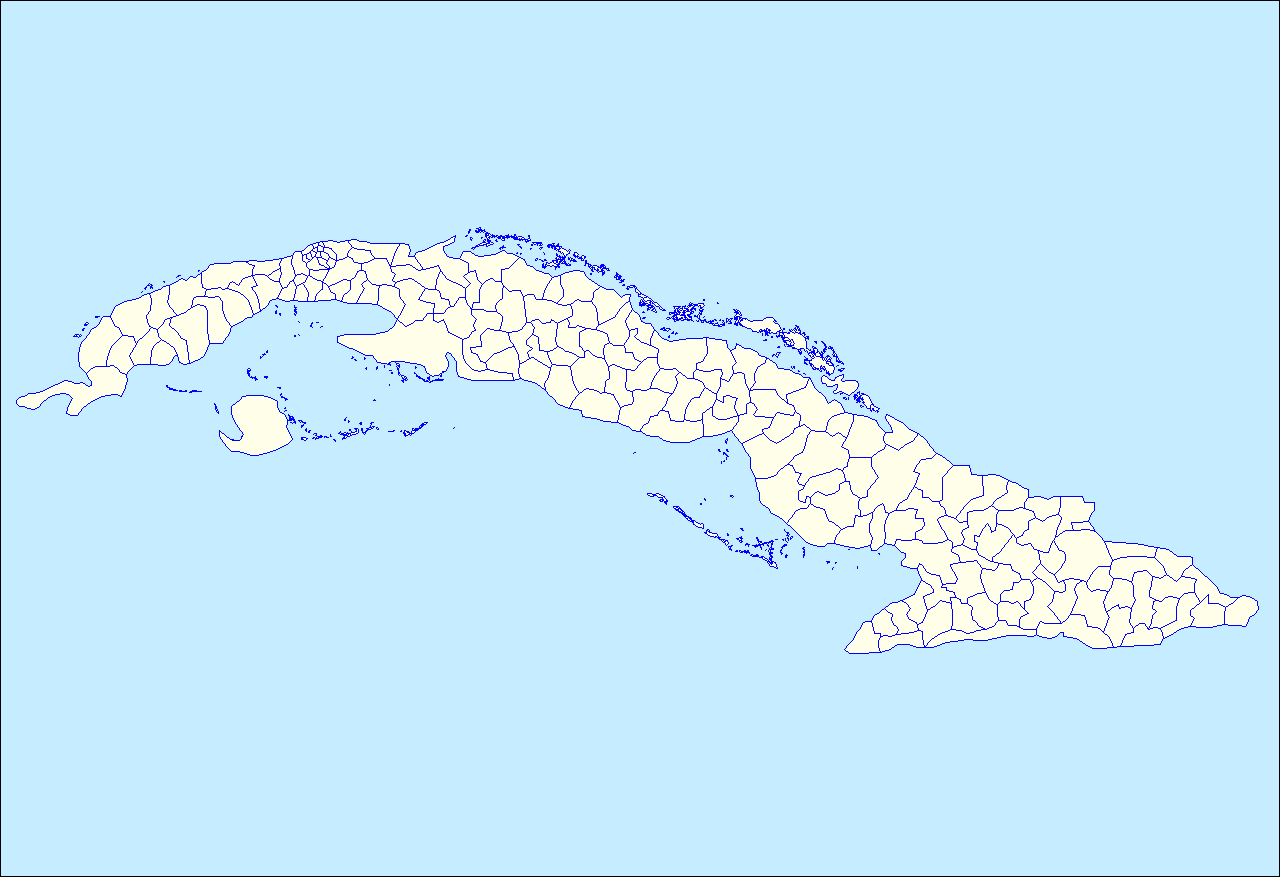
Kommuner på Kuba

Kubas kommuner (municipalities eller municipios) fastställdes av den kubanska författningen nr 1304 av den 3 juli 1976. De är 168 stycken sedan 2010 när Varadero uppgick i Municipio de Cárdenas.

## Sammanfattning
Kommunerna är listade nedan per provins:
| Provins                | Kommuner |
| ---------------------- | --- |
| Artemisa               | Municipio de Alquízar · Municipio de Artemisa · Municipio de Bahía Honda · Municipio de Bauta · Municipio de Caimito · Municipio de Candelaria · Municipio de Guanajay · Municipio de Güira de Melena · Municipio de Mariel · Municipio de San Antonio de los Baños · Municipio de San Cristóbal                                                                          |
| Camagüey               | Municipio de Camagüey · Municipio de Carlos Manuel de Céspedes · Municipio de Esmeralda · Municipio de Florida · Municipio de Guáimaro · Municipio de Jimaguayú · Municipio de Minas · Municipio de Najasa · Municipio de Nuevitas · Municipio de Santa Cruz del Sur · Municipio de Sibanicú · Municipio de Sierra de Cubitas · Municipio de Vertientes                   |
| Ciego de Ávila         | Municipio de Baraguá · Municipio de Bolivia · Municipio de Chambas · Municipio de Ciego de Ávila · Municipio de Ciro Redondo · Municipio de Florencia · Municipio de Majagua · Municipio de Morón · Municipio de Primero de Enero · Municipio de Venezuela |
| Cienfuegos             | Municipio de Abreus · Municipio de Aguada de Pasajeros · Municipio de Cienfuegos · Municipio de Cruces · Municipio de Cumanayagua · Municipio de Santa Isabel de las Lajas · Municipio de Palmira · Municipio de Rodas |
| Granma                 | Municipio de Bartolomé Masó · Municipio de Bayamo · Municipio de Buey Arriba · Municipio de Campechuela · Municipio de Cauto Cristo · Municipio de Guisa · Municipio de Jiguaní · Municipio de Manzanillo · Municipio de Media Luna · Municipio de Niquero · Municipio de Pilón · Municipio de Río Cauto · Municipio de Yara                                              |
| Guantánamo             | Municipio de Baracoa · Municipio de Caimanera · Municipio de El Salvador · Municipio de Guantánamo · Municipio de Imías · Municipio de Maisí · Municipio de Manuel Tames · Municipio de Niceto Pérez · Municipio de San Antonio del Sur · Municipio de Yateras |
| Provincia de La Habana | Arroyo Naranjo · Boyeros · Centro Habana · Cerro · Cotorro · Diez de Octubre · Guanabacoa · La Habana del Este · La Habana Vieja · La Lisa · Marianao · Playa · Plaza de la Revolución · Regla · San Miguel del Padrón (provinsen har samma omfattning som staden Havanna)                                                                                                |
| Holguín                | Municipio de Antilla · Municipio de Báguanos · Municipio de Banes · Municipio de Cacocum · Municipio de Calixto Garcia · Municipio de Cueto · Municipio de Frank País · Municipio de Gibara · Municipio de Holguín · Municipio de Mayarí · Municipio de Moa · Municipio de Rafael Freyre · Municipio de Sagua de Tánamo · Municipio de Urbano Noris                       |
| Isla de la Juventud    | Isla de la Juventud |
| Las Tunas              | Municipio de Amancio · Municipio de Colombia · Municipio de Jesús Menéndez · Municipio de Jobabo · Municipio de Majibacoa · Municipio de Manatí · Municipio de Puerto Padre · Municipio de Las Tunas |
| Matanzas               | Municipio de Calimete · Municipio de Cárdenas · Municipio de Ciénaga de Zapata · Municipio de Colón · Municipio de Jagüey Grande · Municipio de Jovellanos · Municipio de Limonar · Municipio de Los Arabos · Municipio de Martí · Municipio de Matanzas · Municipio de Pedro Betancourt · Municipio de Perico · Municipio de Unión de Reyes                              |
| Mayabeque              | Municipio de Batabanó · Municipio de Bejucal · Municipio de Güines · Municipio de Jaruco · Municipio de Madruga · Municipio de Melena del Sur · Municipio de Nueva Paz · Municipio de Quivicán · Municipio de San José de las Lajas · Municipio de San Nicolás · Municipio de Santa Cruz del Norte                                                                        |
| Pinar del Río          | Municipio de Consolación del Sur · Municipio de Guane · Municipio de La Palma · Municipio de Los Palacios · Municipio de Mantua · Municipio de Minas de Matahambre · Municipio de Pinar del Río · Municipio de Sandino · Municipio de San Juan y Martínez · Municipio de San Luis · Municipio de Viñales                                                                  |
| Sancti Spíritus        | Municipio de Cabaiguán · Municipio de Fomento · Municipio de Jatibonico · Municipio de La Sierpe · Municipio de Sancti Spíritus · Municipio de Taguasco · Municipio de Trinidad · Municipio de Yaguajay |
| Santiago de Cuba       | Municipio de Contramaestre · Municipio de Guamá · Municipio de Mella · Municipio de San Luis · Municipio de Segundo Frente · Municipio de Songo - La Maya · Municipio de Santiago de Cuba · Municipio de Palma Soriano · Municipio de Tercer Frente |
| Villa Clara            | Municipio de Caibarién · Municipio de Camajuaní · Municipio de Cifuentes · Municipio de Corralillo · Municipio de Encrucijada · Municipio de Manicaragua · Municipio de Placetas · Municipio de Quemado de Güines · Municipio de Ranchuelo · Municipio de San Juan de los Remedios · Municipio de Sagua la Grande · Municipio de Santa Clara · Municipio de Santo Domingo |

Dåvarande provinsen Provincia de La Habana delades 2010 upp i provinserna Artemisa och Mayabeque. Den omgav Provincia de Ciudad de La Habana, själva staden Havanna, vilken numera något förvillande heter Provincia de La Habana.

## Provinser

### Camagüeyprovinsen
Camagüey är underindelad i 13 kommuner.
| Kommun                | Befolkning (2004) | Area (km²) | Koordinater                                   | Anmärkning          |
| --------------------- | ----------------- | ---------- | --------------------------------------------- | ------------------- |
| Camagüey              | 324921            | 1106       | 21°23′2″N 77°54′26″V / 21.38389°N 77.90722°V  | Provinsens huvudort |
| Carlos M. de Cespedes | 25707             | 653        | 21°34′37″N 78°16′39″V / 21.57694°N 78.27750°V |                     |
| Esmeralda             | 29953             | 1480       | 21°51′22″N 78°06′40″V / 21.85611°N 78.11111°V |                     |
| Municipio de Florida  | 73612             | 1800       | 21°31′46″N 78°13′21″V / 21.52944°N 78.22250°V |                     |
| Guáimaro              | 57086             | 1847       | 21°03′32″N 77°20′52″V / 21.05889°N 77.34778°V |                     |
| Jimaguayú             | 21169             | 799        | 21°16′0″N 77°49′49″V / 21.26667°N 77.83028°V  |                     |
| Minas                 | 38517             | 1015       | 21°29′22″N 77°36′17″V / 21.48944°N 77.60472°V |                     |
| Najasa                | 16470             | 921        | 21°05′2″N 77°44′49″V / 21.08389°N 77.74694°V  |                     |
| Nuevitas              | 44882             | 415        | 21°32′25″N 77°15′52″V / 21.54028°N 77.26444°V |                     |
| Santa Cruz del Sur    | 51335             | 1122       | 20°43′10″N 77°59′27″V / 20.71944°N 77.99083°V |                     |
| Sibanicú              | 31117             | 736        | 21°14′21″N 77°31′15″V / 21.23917°N 77.52083°V |                     |
| Sierra de Cubitas     | 18589             | 549        | 21°43′59″N 77°46′14″V / 21.73306°N 77.77056°V |                     |
| Vertientes            | 53299             | 2005       | 21°15′26″N 78°08′56″V / 21.25722°N 78.14889°V |                     |

### Ciego de Ávila Provincia
Ciego de Ávila är underindelad i 10 kommuner.
| Kommun           | Befolkning (2004) | Area (km²) | Koordinater                                   | Anmärkning          |
| ---------------- | ----------------- | ---------- | --------------------------------------------- | ------------------- |
| Baraguá          | 32408             | 728        | 21°40′56″N 78°37′28″V / 21.68222°N 78.62444°V | Gaspar              |
| Bolivia          | 16612             | 918        | 22°04′30″N 78°21′1″V / 22.07500°N 78.35028°V  |                     |
| Chambas          | 39868             | 769        | 22°11′48″N 78°54′47″V / 22.19667°N 78.91306°V |                     |
| Ciego de Ávila   | 135736            | 445        | 21°50′53″N 78°45′46″V / 21.84806°N 78.76278°V | Provinsens huvudort |
| Ciro Redondo     | 29560             | 588        | 22°01′8″N 78°42′10″V / 22.01889°N 78.70278°V  |                     |
| Florencia        | 19811             | 286        | 22°08′51″N 78°58′1″V / 22.14750°N 78.96694°V  |                     |
| Majagua          | 26617             | 544        | 21°55′28″N 78°59′26″V / 21.92444°N 78.99056°V |                     |
| Morón            | 60612             | 615        | 22°06′39″N 78°37′40″V / 22.11083°N 78.62778°V |                     |
| Primero de Enero | 27813             | 713        | 21°56′43″N 78°25′8″V / 21.94528°N 78.41889°V  |                     |
| Venezuela        | 27333             | 716        | 21°45′4″N 78°46′44″V / 21.75111°N 78.77889°V  |                     |

### Cienfuegos Provincia
Cienfuegos Provincia är underindelad i 8 kommuner.
| Kommun              | Befolkning (2004) | Area (km²) | Koordinater                                   | Anmärkning          |
| ------------------- | ----------------- | ---------- | --------------------------------------------- | ------------------- |
| Abreus              | 30330             | 564        | 22°16′50″N 80°34′4″V / 22.28056°N 80.56778°V  |                     |
| Aguada de Pasajeros | 31687             | 680        | 22°23′5″N 80°50′46″V / 22.38472°N 80.84611°V  |                     |
| Cienfuegos          | 163824            | 333        | 22°08′45″N 80°26′11″V / 22.14583°N 80.43639°V | Provinsens huvudort |
| Cruces              | 32139             | 198        | 22°20′32″N 80°16′34″V / 22.34222°N 80.27611°V |                     |
| Cumanayagua         | 51435             | 1099       | 22°09′9″N 80°12′4″V / 22.15250°N 80.20111°V   |                     |
| Lajas               | 22602             | 430        | 22°24′59″N 80°17′26″V / 22.41639°N 80.29056°V |                     |
| Palmira             | 33153             | 318        | 22°14′40″N 80°23′39″V / 22.24444°N 80.39417°V |                     |
| Rodas               | 33477             | 552        | 22°20′34″N 80°33′19″V / 22.34278°N 80.55528°V |                     |

### Staden La Havanna
Havanna (Ciudad De La Habana), huvudstaden,  är underindelad i 15 kommuner.
| Kommun                 | Befolkning (2004) | Area (km²) | Koordinater                                   | Anmärkning           |
| ---------------------- | ----------------- | ---------- | --------------------------------------------- | -------------------- |
| Arroyo Naranjo         | 210053            | 83         | 23°02′37″N 82°19′58″V / 23.04361°N 82.33278°V |                      |
| Boyeros                | 188593            | 134        | 23°00′26″N 82°24′6″V / 23.00722°N 82.40167°V  |                      |
| Centro Habana          | 158151            | 4          | 23°08′0″N 82°23′0″V / 23.13333°N 82.38333°V   |                      |
| Cerro                  | 132351            | 10         | 23°06′49″N 82°21′48″V / 23.11361°N 82.36333°V |                      |
| Cotorro                | 74650             | 66         | 23°01′34″N 82°14′51″V / 23.02611°N 82.24750°V |                      |
| Diez de Octubre        | 227293            | 12         | 23°05′17″N 82°21′35″V / 23.08806°N 82.35972°V |                      |
| Guanabacoa             | 112964            | 127        | 23°03′40″N 82°17′23″V / 23.06111°N 82.28972°V |                      |
| La Habana del Este     | 178041            | 145        | 23°09′25″N 82°17′49″V / 23.15694°N 82.29694°V |                      |
| La Habana Vieja        | 95383             | 5          | 23°08′20″N 82°21′20″V / 23.13889°N 82.35556°V | Världsarv            |
| La Lisa                | 131148            | 38         | 23°01′29″N 82°27′47″V / 23.02472°N 82.46306°V |                      |
| Marianao               | 135551            | 21         | 23°05′3″N 82°25′47″V / 23.08417°N 82.42972°V  |                      |
| Playa                  | 186959            | 36         | 23°05′39″N 82°26′56″V / 23.09417°N 82.44889°V |                      |
| Plaza de la Revolución | 161631            | 12         | 23°07′28″N 82°23′10″V / 23.12444°N 82.38611°V | Regeringens distrikt |
| Regla                  | 44431             | 9          | 23°07′32″N 82°18′55″V / 23.12556°N 82.31528°V |                      |
| San Miguel del Padrón  | 159273            | 26         | 23°05′47″N 82°19′36″V / 23.09639°N 82.32667°V |                      |

### Granma Provincia
Granma Provincia  är underindelad i 13 kommuner.
| Kommun         | Befolkning (2004) | Area (km²) | Koordinater                                   | Anmärkning          |
| -------------- | ----------------- | ---------- | --------------------------------------------- | ------------------- |
| Bartolomé Masó | 53024             | 629        | 20°10′7″N 76°56′33″V / 20.16861°N 76.94250°V  |                     |
| Bayamo         | 222118            | 918        | 20°22′54″N 76°38′33″V / 20.38167°N 76.64250°V | Provinsens huvudort |
| Buey Arriba    | 31327             | 452        | 20°10′25″N 76°44′57″V / 20.17361°N 76.74917°V |                     |
| Campechuela    | 46092             | 577        | 20°14′0″N 77°16′44″V / 20.23333°N 77.27889°V  |                     |
| Cauto Cristo   | 21159             | 550        | 20°33′44″N 76°28′10″V / 20.56222°N 76.46944°V |                     |
| Guisa          | 50923             | 596        | 20°15′40″N 76°32′17″V / 20.26111°N 76.53806°V |                     |
| Jiguaní        | 60320             | 646        | 20°22′24″N 76°25′20″V / 20.37333°N 76.42222°V |                     |
| Manzanillo     | 130789            | 498        | 20°20′23″N 77°06′31″V / 20.33972°N 77.10861°V |                     |
| Media Luna     | 35330             | 376        | 20°08′40″N 77°26′10″V / 20.14444°N 77.43611°V |                     |
| Niquero        | 41252             | 582        | 20°02′50″N 77°34′41″V / 20.04722°N 77.57806°V |                     |
| Pilón          | 29751             | 462        | 19°54′20″N 77°19′15″V / 19.90556°N 77.32083°V |                     |
| Río Cauto      | 47833             | 1500       | 20°33′50″N 76°55′2″V / 20.56389°N 76.91722°V  |                     |
| Yara           | 59415             | 576        | 20°16′37″N 76°56′49″V / 20.27694°N 76.94694°V |                     |

### Guantánamo Provincia
Provincia de Guantánamo är underindelad i 10 kommuner.
| Kommun              | Befolkning (2004) | Area (km²) | Koordinater                                   | Anmärkning          |
| ------------------- | ----------------- | ---------- | --------------------------------------------- | ------------------- |
| Baracoa             | 81794             | 977        | 20°21′2″N 74°30′37″V / 20.35056°N 74.51028°V  |                     |
| Caimanera           | 10562             | 366        | 19°59′42″N 75°09′35″V / 19.99500°N 75.15972°V |                     |
| El Salvador         | 45662             | 637        | 20°12′35″N 75°13′22″V / 20.20972°N 75.22278°V |                     |
| Guantánamo          | 244603            | 741        | 20°08′13″N 75°12′50″V / 20.13694°N 75.21389°V | Provinsens huvudort |
| Imías               | 20959             | 524        | 20°04′37″N 74°39′6″V / 20.07694°N 74.65167°V  |                     |
| Maisí               | 28276             | 525        | 20°14′36″N 74°09′21″V / 20.24333°N 74.15583°V | La Máquina          |
| Manuel Tames        | 14200             | 526        | 20°10′50″N 75°03′5″V / 20.18056°N 75.05139°V  |                     |
| Niceto Pérez        | 17783             | 640        | 20°07′40″N 75°20′31″V / 20.12778°N 75.34194°V |                     |
| San Antonio del Sur | 26509             | 585        | 20°03′25″N 74°48′28″V / 20.05694°N 74.80778°V |                     |
| Yateras             | 20358             | 664        | 20°21′1″N 74°55′27″V / 20.35028°N 74.92417°V  | Palenque            |

### Holguín Provincia
Holguín Provincia  är underindelad i 14 kommuner.
| Kommun          | Befolkning (2004) | Area (km²) | Koordinater                                   | Anmärkning          |
| --------------- | ----------------- | ---------- | --------------------------------------------- | ------------------- |
| Antilla         | 12222             | 100        | 20°50′55″N 75°45′9″V / 20.84861°N 75.75250°V  |                     |
| Báguanos        | 52854             | 806        | 20°45′47″N 76°01′46″V / 20.76306°N 76.02944°V |                     |
| Banes           | 81274             | 781        | 20°58′12″N 75°42′41″V / 20.97000°N 75.71139°V |                     |
| Cacocum         | 42623             | 661        | 20°44′38″N 76°19′27″V / 20.74389°N 76.32417°V |                     |
| Calixto Garcia  | 57867             | 617        | 20°51′15″N 76°36′7″V / 20.85417°N 76.60194°V  | Buenaventura        |
| Cueto           | 34503             | 326        | 20°38′54″N 75°55′54″V / 20.64833°N 75.93167°V |                     |
| Frank País      | 25621             | 510        | 20°39′53″N 75°16′53″V / 20.66472°N 75.28139°V | Cayo Mambí          |
| Gibara          | 72810             | 630        | 21°06′26″N 76°08′12″V / 21.10722°N 76.13667°V |                     |
| Holguín         | 326740            | 666        | 20°53′20″N 76°15′26″V / 20.88889°N 76.25722°V | Provinsens huvudort |
| Mayarí          | 105505            | 1307       | 20°39′34″N 75°40′40″V / 20.65944°N 75.67778°V |                     |
| Moa             | 71079             | 730        | 20°38′24″N 74°55′3″V / 20.64000°N 74.91750°V  |                     |
| Rafael Freyre   | 50080             | 620        | 21°01′42″N 75°59′47″V / 21.02833°N 75.99639°V |                     |
| Sagua de Tánamo | 52013             | 704        | 20°35′10″N 75°14′30″V / 20.58611°N 75.24167°V |                     |
| Urbano Noris    | 43892             | 846        | 20°36′5″N 76°07′57″V / 20.60139°N 76.13250°V  |                     |

### Isla de la Juventud
Isla de la Juventud är klassad som "speciell kommun" och administreras som en enda enhet.

### Provincia de La Habana
Provinsen La Havanna  är underindelad i 19 kommuner.
| Kommun                   | Befolkning (2004) | Area (km²) | Koordinater                                   | Anmärkning |
| ------------------------ | ----------------- | ---------- | --------------------------------------------- | ---------- |
| Alquizar                 | 29616             | 193        | 22°48′24″N 82°34′58″V / 22.80667°N 82.58278°V |            |
| Artemisa                 | 81209             | 690        | 22°48′49″N 82°45′48″V / 22.81361°N 82.76333°V |            |
| Batabanó                 | 25664             | 187        | 22°43′29″N 82°17′23″V / 22.72472°N 82.28972°V |            |
| Bauta                    | 45509             | 157        | 22°59′31″N 82°32′57″V / 22.99194°N 82.54917°V |            |
| Bejucal                  | 25425             | 120        | 22°55′58″N 82°23′13″V / 22.93278°N 82.38694°V |            |
| Caimito                  | 36813             | 238        | 22°57′28″N 82°35′47″V / 22.95778°N 82.59639°V |            |
| Guanajay                 | 28429             | 113        | 22°55′50″N 82°41′16″V / 22.93056°N 82.68778°V |            |
| Güines                   | 68951             | 445        | 22°50′52″N 82°01′25″V / 22.84778°N 82.02361°V |            |
| Güira de Melena          | 37838             | 178        | 22°48′8″N 82°30′17″V / 22.80222°N 82.50472°V  |            |
| Jaruco                   | 25658             | 276        | 23°02′34″N 82°00′33″V / 23.04278°N 82.00917°V |            |
| Madruga                  | 30640             | 464        | 22°54′59″N 81°51′25″V / 22.91639°N 81.85694°V |            |
| Mariel                   | 42504             | 269        | 22°59′38″N 82°45′14″V / 22.99389°N 82.75389°V |            |
| Melena del Sur           | 20445             | 227        | 22°46′54″N 82°08′54″V / 22.78167°N 82.14833°V |            |
| Nueva Paz                | 24277             | 515        | 22°45′48″N 81°45′29″V / 22.76333°N 81.75806°V |            |
| Quivicán                 | 29253             | 283        | 22°49′29″N 82°21′21″V / 22.82472°N 82.35583°V |            |
| San Antonio de los Baños | 46300             | 127        | 22°53′20″N 82°29′55″V / 22.88889°N 82.49861°V |            |
| San José de las Lajas    | 69375             | 591        | 22°58′5″N 82°09′21″V / 22.96806°N 82.15583°V  |            |
| San Nicolás              | 21563             | 242        | 22°46′55″N 81°54′24″V / 22.78194°N 81.90667°V |            |
| Santa Cruz del Norte     | 32576             | 376        | 23°09′21″N 81°55′35″V / 23.15583°N 81.92639°V |            |

### Las Tunas Provincia
Las Tunas Provincia är underindelad i 8 kommuner.
| Kommun                | Befolkning (2004) | Area (km²) | Koordinater                                   | Anmärkning          |
| --------------------- | ----------------- | ---------- | --------------------------------------------- | ------------------- |
| Amancio               | 41523             | 857        | 20°49′11″N 77°35′3″V / 20.81972°N 77.58417°V  |                     |
| Colombia              | 32942             | 563        | 20°59′27″N 77°24′57″V / 20.99083°N 77.41583°V |                     |
| Jesús Menéndez        | 51002             | 638        | 21°09′49″N 76°28′38″V / 21.16361°N 76.47722°V |                     |
| Jobabo                | 49403             | 884        | 20°54′29″N 77°16′59″V / 20.90806°N 77.28306°V |                     |
| Majibacoa             | 40264             | 621        | 20°55′2″N 76°52′34″V / 20.91722°N 76.87611°V  | Calixto             |
| Manatí                | 33573             | 953        | 21°18′53″N 76°56′15″V / 21.31472°N 76.93750°V |                     |
| Puerto Padre          | 93705             | 1178       | 21°11′43″N 76°36′5″V / 21.19528°N 76.60139°V  |                     |
| Victoria de Las Tunas | 187438            | 891        | 20°57′36″N 76°57′16″V / 20.96000°N 76.95444°V | Provinsens huvudort |

### Matanzas Provincia
Matanzas Provincia  är underindelad i 14 kommuner.
| Kommun            | Befolkning (2004) | Area (km²) | Koordinater                                   | Anmärkning          |
| ----------------- | ----------------- | ---------- | --------------------------------------------- | ------------------- |
| Calimete          | 29736             | 958        | 22°32′2″N 80°54′35″V / 22.53389°N 80.90972°V  |                     |
| Cárdenas          | 103087            | 566        | 23°02′34″N 81°12′13″V / 23.04278°N 81.20361°V |                     |
| Cienaga de Zapata | 8750              | 4320       | 22°17′17″N 81°11′51″V / 22.28806°N 81.19750°V | Playa Larga         |
| Colón             | 71579             | 597        | 22°43′21″N 80°54′23″V / 22.72250°N 80.90639°V |                     |
| Jagüey Grande     | 57771             | 882        | 22°31′46″N 81°07′57″V / 22.52944°N 81.13250°V |                     |
| Jovellanos        | 58685             | 505        | 22°48′38″N 81°11′52″V / 22.81056°N 81.19778°V |                     |
| Limonar           | 25421             | 449        | 22°57′22″N 81°24′31″V / 22.95611°N 81.40861°V |                     |
| Los Arabos        | 25702             | 762        | 22°44′24″N 80°42′57″V / 22.74000°N 80.71583°V |                     |
| Martí             | 23475             | 1070       | 22°57′9″N 80°55′0″V / 22.95250°N 80.91667°V   |                     |
| Matanzas          | 143706            | 317        | 23°03′5″N 81°34′30″V / 23.05139°N 81.57500°V  | Provinsens huvudort |
| Pedro Betancourt  | 32218             | 388        | 22°43′50″N 81°17′27″V / 22.73056°N 81.29083°V |                     |
| Perico            | 31147             | 278        | 22°46′31″N 81°00′54″V / 22.77528°N 81.01500°V |                     |
| Unión de Reyes    | 40022             | 856        | 22°48′2″N 81°32′13″V / 22.80056°N 81.53694°V  |                     |
| Varadero          | 24681             | 32         | 23°08′23″N 81°17′10″V / 23.13972°N 81.28611°V |                     |

### Pinar del Río Provincia
Pinar del Río Provincia  är underindelad i 14 kommuner.
| Kommun              | Befolkning (2004) | Area (km²) | Koordinater                                   | Anmärkning          |
| ------------------- | ----------------- | ---------- | --------------------------------------------- | ------------------- |
| Bahía Honda         | 45968             | 784        | 22°54′23″N 83°09′49″V / 22.90639°N 83.16361°V |                     |
| Candelaria          | 19523             | 299        | 22°44′40″N 82°57′57″V / 22.74444°N 82.96583°V |                     |
| Consolación del Sur | 87500             | 1112       | 22°30′0″N 83°30′55″V / 22.50000°N 83.51528°V  |                     |
| Guane               | 35893             | 717        | 22°12′2″N 84°05′1″V / 22.20056°N 84.08361°V   |                     |
| La Palma            | 35426             | 621        | 22°45′22″N 83°33′12″V / 22.75611°N 83.55333°V |                     |
| Los Palacios        | 38950             | 786        | 22°34′57″N 83°14′56″V / 22.58250°N 83.24889°V |                     |
| Mantua              | 26065             | 915        | 22°17′27″N 84°17′14″V / 22.29083°N 84.28722°V |                     |
| Minas de Matahambre | 34419             | 858        | 22°34′57″N 83°56′57″V / 22.58250°N 83.94917°V |                     |
| Pinar del Río       | 190532            | 708        | 22°25′33″N 83°41′18″V / 22.42583°N 83.68833°V | Provinsens huvudort |
| San Cristóbal       | 70830             | 936        | 22°43′1″N 83°03′4″V / 22.71694°N 83.05111°V   |                     |
| San Juan y Martínez | 45061             | 409        | 22°16′0″N 83°50′2″V / 22.26667°N 83.83389°V   |                     |
| San Luis            | 34085             | 765        | 22°16′59″N 83°46′4″V / 22.28306°N 83.76778°V  |                     |
| Sandino             | 39245             | 1718       | 22°04′52″N 84°13′18″V / 22.08111°N 84.22167°V |                     |
| Viñales             | 27129             | 704        | 22°36′55″N 83°42′57″V / 22.61528°N 83.71583°V |                     |

### Sancti Spíritus Provincia
Sancti Spíritus Provincia  är underindelad i 8 kommuner.
| Kommun          | Befolkning (2004) | Area (km²) | Koordinater                                   | Anmärkning          |
| --------------- | ----------------- | ---------- | --------------------------------------------- | ------------------- |
| Cabaiguán       | 67224             | 597        | 22°05′2″N 79°29′43″V / 22.08389°N 79.49528°V  |                     |
| Fomento         | 33528             | 471        | 22°06′19″N 79°43′12″V / 22.10528°N 79.72000°V |                     |
| Jatibonico      | 42708             | 276        | 21°56′47″N 79°10′3″V / 21.94639°N 79.16750°V  |                     |
| La Sierpe       | 16937             | 1035       | 21°45′39″N 79°14′36″V / 21.76083°N 79.24333°V |                     |
| Sancti Spíritus | 133843            | 1151       | 21°56′3″N 79°26′37″V / 21.93417°N 79.44361°V  | Provinsens huvudort |
| Taguasco        | 36365             | 518        | 22°00′19″N 79°15′54″V / 22.00528°N 79.26500°V |                     |
| Trinidad        | 73466             | 1155       | 21°48′16″N 79°58′58″V / 21.80444°N 79.98278°V |                     |
| Yaguajay        | 58938             | 1032       | 22°19′50″N 79°14′13″V / 22.33056°N 79.23694°V |                     |

### Santiago de Cuba
Provinsen Santiago de Cuba är underindelad i 9 kommuner.
| Kommun           | Befolkning (2004) | Area (km²) | Koordinater                                   | Anmärkning          |
| ---------------- | ----------------- | ---------- | --------------------------------------------- | ------------------- |
| Contramaestre    | 101832            | 610.3      | 20°18′0″N 76°15′2″V / 20.30000°N 76.25056°V   |                     |
| Guama            | 35516             | 964.6      | 19°57′13″N 76°44′58″V / 19.95361°N 76.74944°V |                     |
| Mella            | 33667             | 335.2      | 20°22′10″N 75°54′39″V / 20.36944°N 75.91083°V |                     |
| Palma Soriano    | 124585            | 845.8      | 20°12′51″N 75°59′30″V / 20.21417°N 75.99167°V |                     |
| San Luis         | 88496             | 498        | 20°11′17″N 75°50′55″V / 20.18806°N 75.84861°V |                     |
| Santiago de Cuba | 472255            | 1023.8     | 20°02′25″N 75°48′53″V / 20.04028°N 75.81472°V | Provinsens huvudort |
| Segundo Frente   | 40885             | 540        | 20°24′43″N 75°31′43″V / 20.41194°N 75.52861°V | Mayarí Arriba       |
| Songo-La Maya    | 100287            | 721        | 20°10′24″N 75°38′46″V / 20.17333°N 75.64611°V | La Maya             |
| Tercer Frente    | 30457             | 364        | 20°10′19″N 76°19′38″V / 20.17194°N 76.32722°V | Cruce de los Baños  |

### Villa Clara Provincia
Villa Clara Provincia  är underindelad i 13 kommuner.
| Kommun            | Befolkning (2004) | Area (km²) | Koordinater                                   | Anmärkning          |
| ----------------- | ----------------- | ---------- | --------------------------------------------- | ------------------- |
| Caibarién         | 38064             | 212        | 22°30′57″N 79°28′20″V / 22.51583°N 79.47222°V |                     |
| Camajuaní         | 63544             | 614        | 22°28′5″N 79°43′25″V / 22.46806°N 79.72361°V  |                     |
| Cifuentes         | 33391             | 512        | 22°37′15″N 80°03′57″V / 22.62083°N 80.06583°V |                     |
| Corralillo        | 27571             | 843        | 22°59′9″N 80°34′58″V / 22.98583°N 80.58278°V  |                     |
| Encrucijada       | 33641             | 345        | 22°37′2″N 79°51′58″V / 22.61722°N 79.86611°V  |                     |
| Manicaragua       | 73370             | 1063       | 22°09′1″N 79°58′34″V / 22.15028°N 79.97611°V  |                     |
| Placetas          | 71837             | 601        | 22°18′58″N 79°39′19″V / 22.31611°N 79.65528°V |                     |
| Quemado de Güines | 22590             | 338        | 22°47′24″N 80°15′21″V / 22.79000°N 80.25583°V |                     |
| Ranchuelo         | 59062             | 556        | 22°20′10″N 80°06′46″V / 22.33611°N 80.11278°V |                     |
| Remedios          | 46482             | 560        | 22°29′32″N 79°32′44″V / 22.49222°N 79.54556°V |                     |
| Sagua la Grande   | 56097             | 661        | 22°48′32″N 80°04′15″V / 22.80889°N 80.07083°V |                     |
| Santa Clara       | 237581            | 514        | 22°24′20″N 79°57′14″V / 22.40556°N 79.95389°V | Provinsens huvudort |
| Santo Domingo     | 53840             | 883        | 22°35′1″N 80°14′18″V / 22.58361°N 80.23833°V  |                     |